# میشل توماس (بازیگر)
میشل توماس (انگلیسی: Michelle Thomas؛ زادهٔ ۲۳ سپتامبر ۱۹۶۸ - وفات ۲۲ دسامبر ۱۹۹۸) یک هنرپیشه و کمدین اهل ایالات متحده آمریکا بود.